# 니지네
니지네(일본어: 虹音, 1982년 12월 16일 - )는 애니메이션 음악을 중심으로 활동하는 일본의 작곡가 및 편곡가이다. 오사카부 출신이며, 옛 이름은 TOKIA.
자신의 공식 사이트나 프로필 등에서 '자신의 모든 행동원은 애니메이션의 존재!'라고 밝힐 정도로 애니메이션과 성우를 좋아한다. 곡의 느낌은 대체로 밝고 산뜻한 느낌의 곡. 반면 해당 애니메이션의 느낌에 따라 긴장감이 강한 곡도 만들고 있다.
다양한 애니메이션 및 게임의 OST 편곡 작업에 참여한 경험이 있으며, 또한 TV 애니메이션 《아키칸!》, 《첫사랑 한정》, 《바보와 시험과 소환수》 등의 작품에서는 극중 음악(bgm)을 맡기도 했다.